# Renault NN
Renault NN (также Renault 6 CV) — легковой автомобиль, выпускавшийся серийно фирмой Renault в 1924—1930 гг.

## История создания
Renault NN, запущенный в производство в 1924 году на смену предыдущим моделям Рено — MT и KJ, создавался как конкурент Citroen 5HP и другим сходным автомобилям. Он был впервые представлен публике на Парижском автосалоне 1924 года и, по сути, представлял собой удлинённую на 200 мм версию MT. Увеличившаяся до 2,65 м колёсная база позволила разместить внутри 4 места.
Всего было продано около 150 000 экземпляров модели NN и сменившей её в 1929 году несколько потяжелевшей NN2. Весьма сходная конструкция была и у выпускавшегося в 1927—1932 гг. Renault Monasix, оснащённого 6-цилиндровым двигателем. Преемниками же модели NN среди 4-цилиндровых машин семейного класса стали Renault Monaquatre и, в дальнейшей перспективе — Renault Juvaquatre.

## Особенности конструкции
На момент создания модели NN Луи Рено по-прежнему размещал радиатор позади двигателя, поэтому спереди автомобиля не было привычной решётки, которую заменяли отверстия с обеих сторон капота.

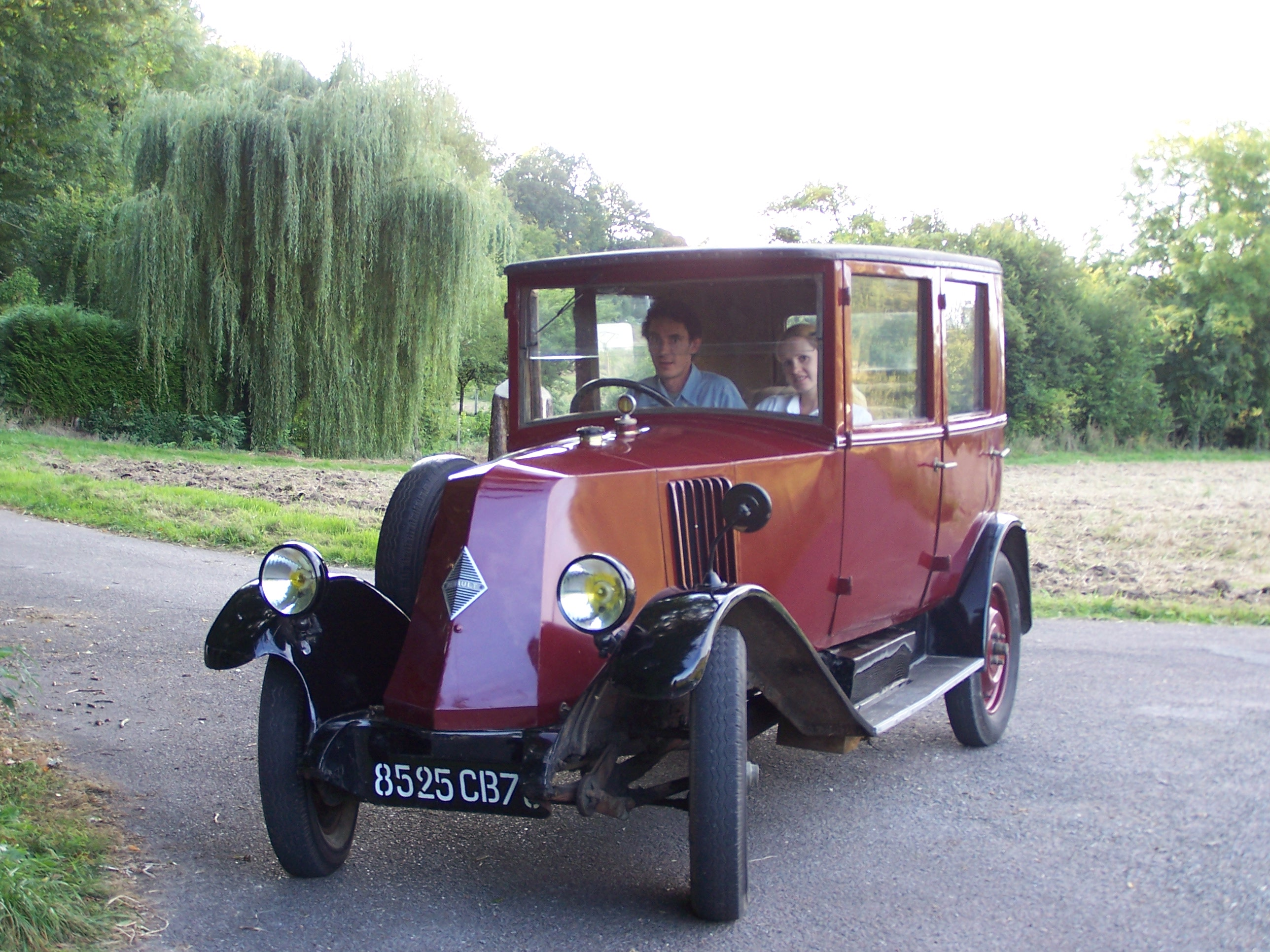
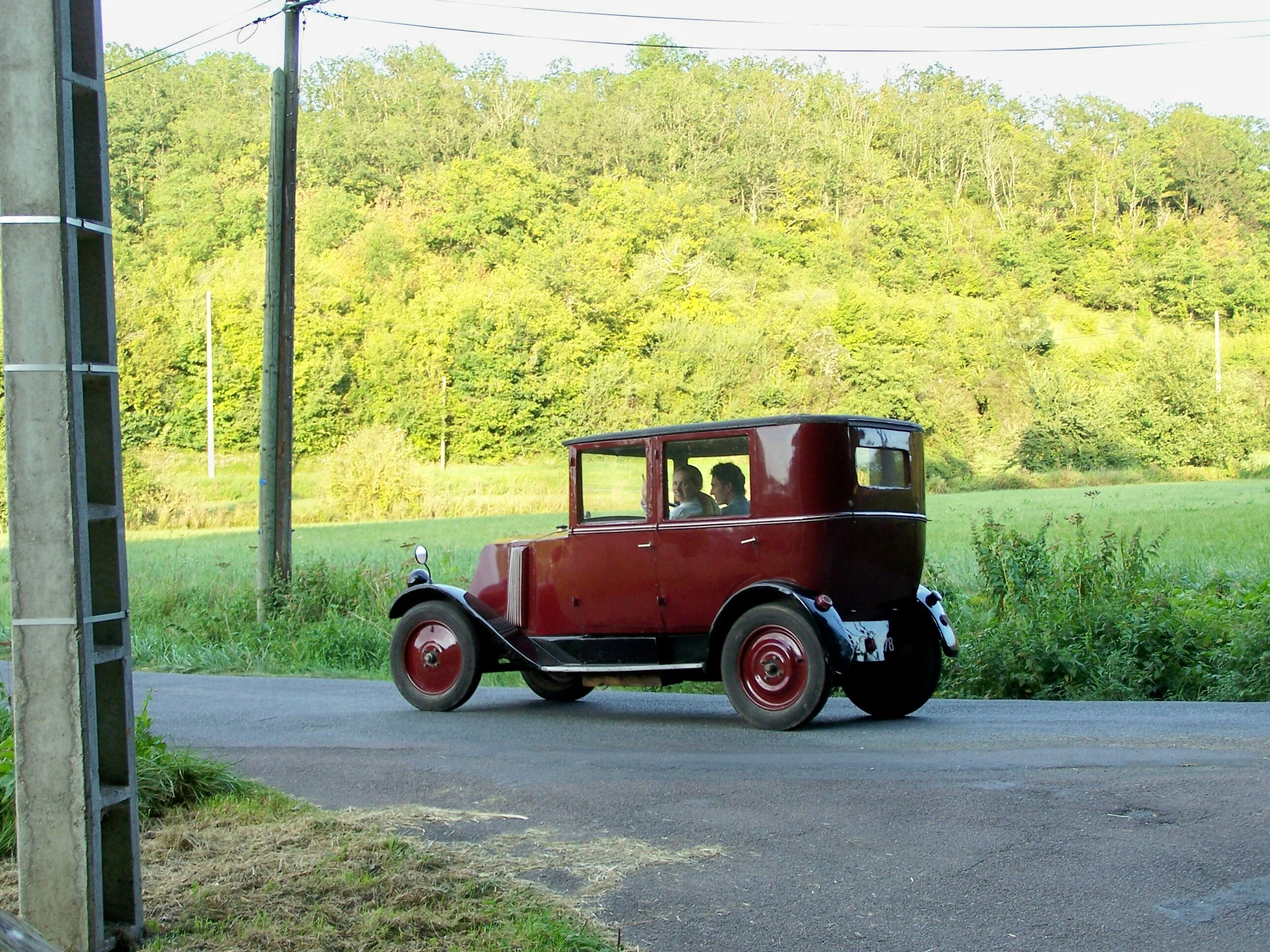

## Renault NN в СССР
В конце 1928 года Владимир Маяковский, будучи в Париже, купил Renault NN серого цвета с кузовом седан. На эту покупку потребовалось специальное разрешение наркомата внутренней и внешней торговли. Автомобиль доставили в СССР в начале 1929 года. Сам Маяковский машину не водил и водительских прав не имел, за рулем ездила в основном Лиля Брик. Покупка Маяковским автомобиля вызвала повышенное внимание общественности; поэт даже заранее (в 1928 г.) написал стихотворение «Ответ на будущие сплетни»:

Я рифм накосил чуть-чуть не стог,

аж в пору бухгалтеру сбиться.

Две тыщи шестьсот бессоннейших строк

в руле, в рессорах и в спицах.

...

Не избежать мне сплетни дрянной.

Ну что ж, простите пожалуйста,

что я из Парижа привез Рено,
а не духи и не галстук.

## В игровой и сувенирной индустрии
Известны масштабные модели автомобиля Renault NN производства фирм Eligor, Norev, Eagle, Atlas (1:43), Rietze (1:87).